# 英國陸軍傘兵團
傘兵團，是英國陸軍的空降部隊步兵團。傘兵團第1營是特種部隊總監指揮的行動司令部屬下的一員。其餘三個營是英國陸軍快速反應部隊，作戰編制屬於第16空中突擊旅的指揮架構下執行任務。傘兵和步兵衛隊是英國陸軍自第二次世界大戰結束以來唯一沒有與另一支部隊合併的線列步兵團。
傘兵團成立於1940年6月22日，在第二次世界大戰期間最終徵招了17個營的官兵。在歐洲，這些營組成了第1空降師(紅魔鬼)、第6空降師和第2獨立傘兵旅群。另有三個營在印度和緬甸的英屬印度陸軍服役。傘兵團參加了在北非、義大利、希臘、法國、荷蘭和德國的六次主要的傘降突擊行動。
第二次世界大戰結束時，傘兵團縮減規模為三個正規營，先是分配給第16傘兵旅，後再配屬到第5步兵旅。而第16空降師是使用國土軍（TA）的預備役營組建。後來國防部削減預算逐漸將國土軍隊編隊減少到剩下一個傘兵旅，然後規模再縮減到一個預備役傘兵營。在同一時期，正規傘兵營參加了在蘇伊士、塞浦路斯戰士全國組織、婆羅洲、亞丁危機、北愛、福克蘭群島、科索沃戰爭、巴爾幹半島、塞拉利昂、伊拉克和阿富汗的行動，有時傘兵團亦會從預備役營加強兵力。

## 編制

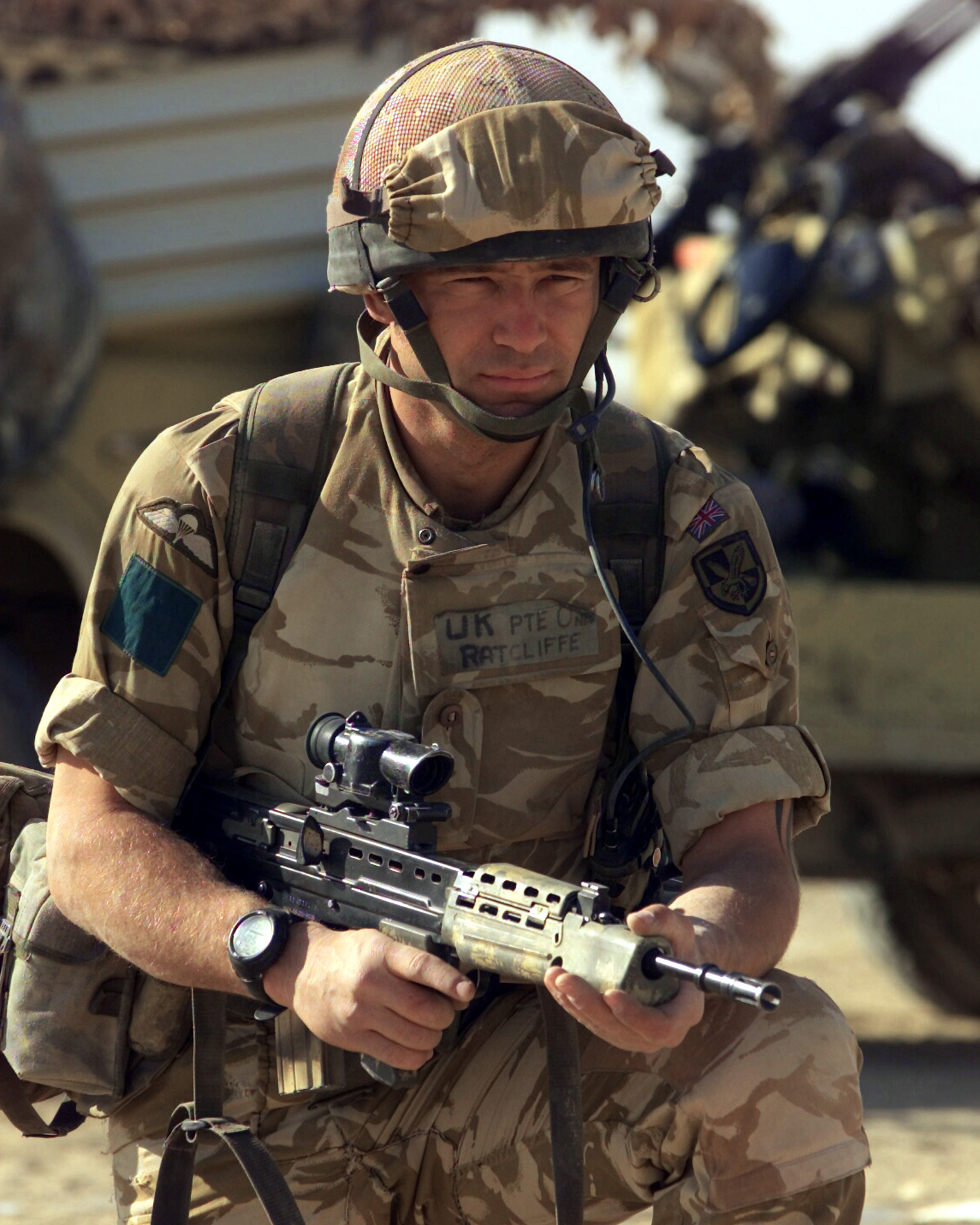
2003年在伊拉克，一名手持L85A2步槍來自傘兵團的士兵

傘兵團由三個正規軍的第1營，第2營和第3營與及一個預備役的第4營組成。第1營駐地在聖安東基地，並隸屬於特種部隊支援群(SFSG)。 第1營的傘兵們需要接受關於額外的武器、通信設備和專業突擊技術的進一步訓練。 事實上傘兵團內的所有人員都可以輪流申請在特種部隊支援群服役。這確保了其餘兩營官兵都能得到特種部隊傳授高級軍事技術。 第2和第3營的傘兵是第16空中突擊旅組成的骨幹，是英國陸軍一支快速反應部隊，駐紮在高車士打屯駐地。 預備役的第4營營部在列斯鄰近帕德西的索恩伯里兵營(Thornbury Barracks)， 而第4營旗下的連，分別駐紮在格拉斯哥，利物浦和倫敦。